# Silla (Valencia)
Silla ist eine Gemeinde in der spanischen Provinz Valencia. Sie befindet sich in der Comarca Huerta Sur. Die Nähe zu Valencia hat die Industrialisierung begünstigt, obwohl die Gemeinde ihren ursprünglichen landwirtschaftlichen Charakter nicht ganz verloren hat.

## Geografie
Das Gemeindegebiet von Silla grenzt an das der folgenden Gemeinden: Picassent, Alcàsser, Beniparrell, Albal, Valencia, Almussafes und Sollana, welche alle in der Provinz Valencia liegen.

## Demografie
| 1900  | 1910  | 1920  | 1930  | 1940  | 1950  | 1960  | 1970   | 1981   | 1991   | 2000   | 2005   | 2010   | 2019   |
| ----- | ----- | ----- | ----- | ----- | ----- | ----- | ------ | ------ | ------ | ------ | ------ | ------ | ------ |
| 4 421 | 4 973 | 6 243 | 6 732 | 6 639 | 7 117 | 7 768 | 10 090 | 16 145 | 16 525 | 15 614 | 17 546 | 19 143 | 18 771 |